# Yosra Dhieb
Yosra Dhieb, née le 31 août 1995, est une haltérophile tunisienne.

## Carrière
Yosra Dhieb remporte la médaille d'or des championnats d'Afrique en 2013 dans la catégorie des plus de 75 kg. Aux Jeux africains de 2015, elle obtient la médaille de bronze dans la catégorie des plus de 75 kg.